# Georg von der Marwitz
Johannes Georg von der Marwitz (ur. 7 lipca 1856 w Słupsku, zm. 27 października 1929 w Unichowie) – pruski generał kawalerii, dowódca armii niemieckich w czasie I wojny światowej.

## Wczesna kariera wojskowa
Marwitz wstąpił do armii w 1875. W latach 1883–1886 studiował na akademii wojskowej. Dopiero w 1900 roku został komendantem pułku kawalerii, następnie został szefem XVIII Korpusu. Przed rozpoczęciem działań I wojny światowej był głównym inspektorem niemieckiej kawalerii w stopniu generała porucznika.

## W czasie I wojny światowej
Marwitz został oddelegowany na zachodni front w 1914 i uczestniczył w bitwie pod Haelen. Po tej bitwie został przeniesiony na wschodni front by przejąć dowództwo nad nowo powstałym XXXVIII Korpusem rezerwy. Wziął udział w drugiej bitwie pod Mazurskimi jeziorami wczesną zimą 1915 roku. Przeniesiony na południe wraz z wojskami austro-węgierskimi walczył z Rosjanami, został odznaczony orderem Pour le Mérite w dniu 7 marca 1915.
Po otrzymaniu odznaczenia w 1915, Marwitz służył na zachodnim froncie jako komendant VI Korpusu, ponownie wrócił na wschodni front aż do pomyślnego etapu rosyjskiej ofensywy Brusiłowa w czerwcu 1916. W dniu 6 października 1916 zostaje adiutantem Wilhelma II, a w grudniu 1916 obejmuje dowództwo 2 Armii na zachodnim froncie. W listopadzie 1917 dowodził wojskiem niemieckim przeciw Brytyjczykom w bitwie pod Cambrai, gdzie użyto po raz pierwszy na dużą skalę broni pancernej i czołgów. We wrześniu 1918 przejmuje kierownictwo nad pierwszą armią, którą dowodzi aż do końca wojny.
Po zakończeniu wojny Marwitz wycofał się z publicznego życia i osiedlił się w Unichowie, gdzie zmarł w 1929 roku.

## Odznaczenia
DO 1913 roku gen. von der Marwitz otrzymał:
- Order Orła Czerwonego II klasy z liśćmi dębu, koroną i gwiazdą (Prusy)
- Order Królewski Korony II klasy z gwiazdą (Prusy)
- Order Świętego Jana (Prusy)
- Komandor II klasy Orderu Zasługi Filipa Wspaniałomyślnego (Hesja)
- Komandor Orderu Sokoła Białego (Saksonia-Weimar)
- Krzyż Zasługi II klasy (Waldeck)
- Order Podwójnego Smoka I stopnia II klasy (Chiny)
- Komandor Orderu Świętych Maurycego i Łazarza (Włochy)
- Komandor Orderu Franciszka Józefa (Austro-Węgry)
- Komandor Orderu Lwa i Słońca (Persja)
- Komandor Krzyża Wielkiego Orderu Miecza (Szwecja)
- Komandor Orderu Korony Tajlandii (Syjam)